# BYO Split Series, Vol. 4
BYO Split Series, Vol. 4 is een splitalbum van de punkbands Anti-Flag en The Bouncing Souls, uitgebracht in 2002 als het vierde album in de BYO Split Series van het platenlabel BYO Records.
Beide bands coverden elk één nummer van elkaar: Anti-Flag coverde "The Freaks, Nerds & Romantics" en The Bouncing Souls coverde "That's Youth". Andere covers zijn "We're Coming Back" van Cock Sparrer en "Less Than Free" van Sticks and Stones door The Bouncing Souls en "Ever Fallen In Love" van Buzzcocks door Anti-Flag. De andere nummers zijn speciaal voor dit album geschreven.
Voor de promotie van dit album toerden de twee bands samen door de Verenigde Staten.

## Nummers

### The Bouncing Souls
1. "Punks in Vegas" (The Bouncing Souls) - 2:36
2. "No Security" (The Bouncing Souls) - 1:22
3. "That's Youth" (Justin Sane) - 3:04
4. "Bryan's Lament" (The Bouncing Souls) - 2:16
5. "We're Coming Back" (Cock Sparrer) - 3:10
6. "Less Than Free" (Sticks and Stones) - 4:11

### Anti-Flag
1. "America Got It Right" (Justin Sane) - 2:56
2. "Smash it to Pieces" (Justin Sane) - 2:49
3. "No Borders, No Nations" (Anti-Flag, Chris #2) - 3:14
4. "Gifts from America: With Love, the U.S.A." (Justin Sane) - 2:41
5. "The Freaks, Nerds & Romantics" (The Bouncing Souls) - 2:31
6. "Ever Fallen in Love" (Pete Shelley) - 2:44